# 風雲維新大將軍
《風雲維新大將軍》（日语：風雲維新ダイショーグン）是J.C.STAFF和A.C.G.T共同製作的日本電視動畫作品。2014年4月至6月在TOKYO MX獨立電視網播放。
本條目也會有動畫前身的跨媒體製作企画《艶華王道大☆將軍》（艶華王道ダイ☆ショーグン）的相關記事。

## 概要
企画、原案是『越戰狂想曲』的笹原和也，導演是『結界女王』、『一騎當千』、『秀逗魔導士』的渡部高志，系列構成是『交響詩篇』的佐藤大，角色原案是，角色設計是飯島弘也，機械設定是Nitro+的，動畫製作則是由J.C.STAFF及A・C・G・T負責。
本作為描述在自古以來留傳下來的巨大機器人的平行世界中之江戶時代後期，雖有黑船来航卻因為巨大機器人而失敗，並因此引發明治維新的日本，由處男男主角駕駛巨大機器人並與女主角們一邊戀愛一邊展開冒險的冒險作品。
廣告標語是「正因為是處男，就要成為天下第一的男子漢！」。
網路上認為本作前身是來自於由笹原擔任取締役的Anima公司所推出的跨媒體製作企画『艶華王道大☆將軍』。詳情請見#艶華王道大☆將軍。

## 故事大綱
德川慶一郎是個自由自在的傾奇者，某日碰上自己的小弟被暗殺的事件，在追查真相的途中，遇到神秘的敵人法光院駕駛蒸氣傀儡攻擊，千鈞一髮之際，被伊賀女忍服部霧子所救，並告訴他正是將軍家的繼承人，要利用他身為處男的身體才能啟動將軍家代代相傳的鬼神‧須佐之男，在慶一郎正式駕駛須佐之男並擊退法光院後，才知道自己已經捲入一場牽動整個國家的陰謀之中。

## 登場人物
德川慶一郎（声：柿原徹也）
在長崎某間澡堂成長的少年。每天過著與人打架鬧事的生活而稱霸長崎，但卻因為無法遇上旗鼓相當的對手感到不滿，卻在這時遇到神秘女子‧服部霧子，還因此捲入到連續殺人事件，並在追查真相要洗清罪嫌的途中，遭到真兇法光院的襲擊，並因此才了解自己的身世之謎及霧子的真正身分，在拿到霧子所給的德川家印籠下，啟動了鬼神‧須佐之男而正式與未知的敵人展開戰鬥。
為人豪爽並在解除不近女色的詛咒後，也露出他好色的一面，但對霧子有一定的好感。
服部霧子（声：川澄綾子）
本作女主角之一。伊賀的女忍者，戴著一副眼鏡。當初在陰錯陽差下，害慶一郎被人認為是殺人真兇，但在讓慶一郎觸摸自己的胸部後，確認他就是自己正在尋找的將軍之子，並開始保護慶一郎的生命安全。
對慶一郎有好感，見到他被其他女生糾纏時也會大發醋勁。暗中偷吻了慶一郎，讓他能夠解除不能碰到女人的詛咒。
小時候與哥哥一同被伊賀村收養，但因為村中規定兄妹不可同村，導致哥哥因此自殺，讓她感到愧疚而無法輕易愛人。
最終因為受法光院影響動搖了自己的內心，一度無法被須佐之男選擇為慶一郎的搭檔，但在慶一郎的努力下，兩人最終順利合作一同擊退了義重一行人。
千春（声：田村由香里）
本作女主角之一。妖狐與人類的混血少女，有長尾巴，情緒激動時會露出狐狸耳朵。平常雖然一副可愛的模樣，但在憤怒時會有相當恐怖的姿態。
原本是樂茶屋･新鉢屋的紅牌，與慶一郎在長崎丸山見面並在他指名下，趁機偷走慶一郎藏在身上的錢包，最後慶一郎在了解了她因為半人類的關係而擁有許多苦痛的過去而不相信人類後，要她做自己就行，讓千春被他的話所打動而決定跟隨他，喜歡慶一郎。
百助（声：荻原秀樹）
慶一郎的小弟。留了相當突出的飛機頭造型，為人也有些好色。
對於千春有好感。
阿富（聲：横尾真理）
為獨眼的老婆婆，不但是澡堂老闆，也是一手養育慶一郎長大的至親。真實身分則是著名的伊賀女忍者，暗中保護身為將軍私生子並且將成為將軍家繼承人的慶一郎，與慶一郎的母親也是舊識。
淺井兵庫（聲：日笠陽子）
男裝女劍士。為了尋找父親的仇敵旅行中，原本誤以為慶一郎是殺父仇人，但在誤會澄清後，決定繼續留在澡堂中。
乳量是三位女主角中之最。
在新選組企圖搶奪須佐之男的過程中，發現他們正是殺父兇手，最後擊敗他們後，放棄了對他們的殺父之仇。。
由利原埋火（聲：小林優）
金髮碧眼，有著義手義足的海賊頭目。性格好戰，喜歡火藥和槍。
口氣雖然粗暴，但部下們卻非常仰慕她。
似乎與龍馬相當熟識並且出現在他的船上。另外似乎不擅搭乘海上航行的船而會暈船。
法光院（聲：澤城美雪）
阻擋在慶一郎等人面前的妖豔美女。暗中找尋慶一郎的蹤跡，企圖將他除去。暗中與一橋重義有往來。另外也會以自己的美豔操弄著別人。
在數次與須佐之男戰鬥的過程中，喜歡上須佐之男的能力並期待能與它大戰一場。
過程中，一直幫助重義，要挑起他與慶一郎之間的戰鬥，另外從他與霧子之間的對話來看，絕對是本作中謎團最多的人。
一橋重義（聲：子安武人）
本作的反派。是一名重視國家及義理的武士。
黑船來襲時，駕駛鬼神‧武御雷成功抵擋黑船的來襲而一度成為救國的英雄，並一直為日本的未來感到憂心。在親自見到井伊直弼隱瞞將軍死訊而亂政，甚至要將日本出賣給外國人以便稱王之下，大感失望而決心化為惡鬼而殺害整個幕府的群臣們並藉此呼喚出武御雷出來。
成功控制幕府後，最終來到長崎與慶一郎大戰一場，在被他擊退後，與新選組等人回到江戶等待慶一郎的到來。
捨丸（声：逢坂良太）
伊賀忍者，霧子的青梅竹馬。擁有一雙俊足，並藉此順利脫逃向阿富告知伊賀村遭一橋攻擊的事情。
個性風流，並與慶一郎爭奪霧子，後來在知悉霧子的感情後，決定退出並要慶一郎珍惜霧子。
坂本龍馬（声：土田大）
以軍火商人葛拉佛的保鑣身分登場的神秘男子。擅於猜拳並且也有好女色的一面。
真實身分則是著名志士坂本龍馬，暗中調查葛拉佛想大賺戰爭財的行為，最後與慶一郎成功救回被綁架的霧子，但在搭著自己的船艦離開時都未告訴他們兩人自己的名字。
在霧子一度怪罪自己無法幫助慶一郎時，曾帶著霧子搭船要前往美國，但在霧子重新振作後，很爽快地將她送回長崎。
最終決戰中，與原埋火一同幫助慶一郎一行人對付重義。

### 新選組
近藤勇（聲：美名）
新選組局長。個性粗暴而不擇手段。她同時是一個重恩重義和對上司忠誠的人。
土方歲三（聲：布萊德庫特·莎拉·惠美）
新撰組副長。個性冷靜。她很著重武士道精神，而且還會對強勁的對手表示敬意。
沖田總司（聲：藏合紗惠子）
新選組第一隊隊長。似乎患有疾病。

## 登場機械

### 鬼神
鬼神。日本自古以來流傳下來的巨大機械人。
須佐之男（スサノオ）
慶一郎駕駛的鬼神。會因為同機的搭檔不同而有不同的變化。
須佐之男 基本型態（サナギスサノオ）
慶一郎單獨搭乘時的型態，防護力高但缺乏武裝。
須佐之男 豪天雷神
慶一郎和霧子搭乘時的型態，可應付任何狀況的萬能型。
須佐之男 暴龍獸神
慶一郎和千春搭乘時的型態，擁有強大力量能壓倒任何眼前的敵人。
須佐之男 閃光風神
慶一郎和淺井兵庫搭乘時的型態，巨大雙臂變化為劍的二刀流，擁有優秀的敏捷性。
武御雷（タケミカヅチ）
重義所搭乘的鬼神

### 蒸氣傀儡
模仿鬼神所製作出的人型兵器。
斬鬼
蒸氣傀儡中數量最多的量產機。有各種顏色的版本。

一般流通的蒸氣傀儡。
夜叉鬼
法光院所搭乘的蒸氣傀儡，性能比其他蒸氣傀儡更為強大。

## 製作人員
- 原作 - Project-D
- 企画原案 - 笹原和也（ILCA）
- 導演 - 渡部高志
- 系列構成 - 佐藤大
- 角色原案 -
- 機械設定原案 - （Nitro+）、松本秀幸、DKSN、高木正文
- 角色設定 - 飯島弘也
- 視覺效果 - 大屋和博
- 美術監督 - 柴田千佳子
- 色彩設計 - 西表美智代
- CG製作人 - 松浦裕曉
- CG導演 - 今義和
- 攝影監督 - 大河内喜夫
- 編輯 - 西山茂
- 音響監督 - 本山哲
- 音樂・音樂制作協力 - BANDAI NAMCO Studios
- 音樂制作 - 日本哥倫比亞
- 音樂製作人 - 植村俊一
- 企画、管理製作人 - 安田猛
- 製作人 - 田村淳一郎、立崎孝史、松倉友二
- 動畫製作人 - 大橋正夫、安部正次郎
- 動畫製作 - J.C.STAFF、A.C.G.T
- 製作 - 「大將軍」製作委員会

## 主題曲
片頭曲
作詞：安川正吾，作曲：岡部啓一（MONACA），編曲：石濱翔（MONACA），歌：Kyoco
片尾曲「UPON A STAR」
作詞、作曲：Tak,OHARA，編曲：水野大輔，歌：藏合紗惠子
第1話未使用。

## 各話標題
| 話數     | 標題 | 中文標題                       | 劇本            | 分鏡                          | 導演       | 作画監督                                       | 總作画監督 |
| -------- | ---- | ------------------------------ | --------------- | ----------------------------- | ---------- | ---------------------------------------------- | ---------- |
| 第一話   |      | 繼承騷亂，慶一郎登場！         | 武田無我        | 渡部高志                      | 山内東生雄 | 福世孝明、西尾公伯                             | 飯島弘也   |
| 第二話   |      | 煽情的花街，妖狐千春！         | 福島直浩        | 渡部高志                      | 石田暢     | 岩岡優子、松本文男                             | 西尾公伯   |
| 第三話   |      | 錯亂的性魔，法光院襲來！       | 福島直浩        | 羽多野浩平                    | 羽多野浩平 | 福世孝明、飯飼一幸 岩岡優子、山口飛鳥 川島尚   | 福世孝明   |
| 第四話   |      | 須佐之男強奪，殘酷的淺井兵庫！ | 武田無我        | 中村憲由、高田耕一 羽多野浩平 | 小野佑樹   | 佐佐木一浩、飯飼一幸 川島尚、西尾公伯 松本文男 | 西尾公伯   |
| 第五話   |      | 長崎晚夏，放水燈的夜晚         | 福島直浩        | 高田耕一                      | 山內東生雄 | 福世孝明、岩岡優子 飯飼一幸、木下由美子 川島尚 | 福世孝明   |
| 第六話   |      | 大亂的重義，江戶鮮血開城！     | 武田無我 佐藤大 | 羽多野浩平 渡部高志           | 小野佑樹   | 西尾公伯、岩岡優子 松本文男                    | 西尾公伯   |
| 第七話   |      | 熱情的忍者，血之新撰組！       | 福島直浩        | 鎌仲史陽                      | 鎌仲史陽   | 福世孝明、岩岡優子 飯飼一幸、案浦達也          | 福世孝明   |
| 第八話   |      | 出島的拂曉，天下第一拳是也     | 佐藤大          | 岡村正弘                      | 岡村正弘   | 西尾公伯、松本文男                             | 西尾公伯   |
| 第九話   |      | 櫻湯戀慕模樣                   | 福島直浩        | 平野俊貴                      | 羽多野浩平 | 杉村友和、丸山修二                             | 福世孝明   |
| 第十話   |      | 暴走的盡頭，決心的兩人         | 武田無我 佐藤大 | 石田暢、中村憲由 渡部高志     | 羽多野浩平 | 松本文男、飯飼一幸 川島尚、西尾公伯            | 西尾公伯   |
| 第十一話 |      | 鬼神的指引，命運的分支！       | 福島直浩        | 羽多野浩平                    | 羽多野浩平 | 松本文男、飯飼一幸 岩岡優子、川島尚 福世孝明   | 福世孝明   |
| 第十二話 |      | 劈裂雷雲，須佐之男豪天雷神！   | 佐藤大          | 渡部高志                      | 渡部高志   | 松本文男、福世孝明 岩岡優子、西尾公伯          | 西尾公伯   |

## 播放電視台
日本深夜動畫：下文記載的日本国内播放時間使用日本標準時間（UTC+9）表示。因為部分時間标识會採用30小时制，因此請留意这类超过24:00的时间，其實際播放時間為翌日清晨。
| 播放地區 | 播放電視台    | 播放日期              | 播放時間（UTC+9）         | 所屬聯播網 | 備註           |
| -------- | ------------- | --------------------- | ------------------------- | ---------- | -------------- |
| 東京都   | TOKYO MX      | 2014年4月9日－6月25日 | 星期三 25時35分－26時05分 | 獨立UHF局  |                |
| 兵庫縣   | SUN電視台     | 2014年4月9日－6月25日 | 星期三 26時00分－26時30分 | 獨立UHF局  |                |
| 日本全國 | BS11          | 2014年4月10日－       | 星期四 27時00分－27時30分 | 衛星電視   | 「ANIME+」節目 |
| 京都府   | KBS京都       | 2014年4月11日－       | 星期五 25時00分－25時30分 | 獨立UHF局  |                |
| 三重縣   | 三重電視台    | 2014年4月11日－       | 星期五 25時50分－26時20分 | 獨立UHF局  |                |
| 埼玉縣   | 埼玉電視台    | 2014年4月13日－       | 星期日 24時30分－25時00分 | 獨立UHF局  |                |
| 千葉縣   | 千葉電視台    | 2014年4月13日－       | 星期日 24時30分－25時00分 | 獨立UHF局  |                |
| 神奈川縣 | 神奈川電視台  | 2014年4月13日－       | 星期日 24時30分－25時00分 | 獨立UHF局  |                |
| 岐阜縣   | 岐阜放送      | 2014年4月15日－       | 星期二 25時00分－25時30分 | 獨立UHF局  |                |
| 福岡縣   | TVQ九州放送   | 2014年4月15日－       | 星期二 27時05分－27時35分 | 東京電視網 |                |
| 日本全國 | d Anime Store | 2014年4月17日－       | 星期四 12時00分 更新      | 網路電視   |                |
| 日本全國 | GyaO!         | 2014年4月17日－       | 星期四 0時00分 更新       | 網路電視   |                |

## BD / DVD
| 卷 | 發售日                 | 收錄話         | 規格編號  | 規格編號   |
| 卷 | 發售日                 | 收錄話         | BD限定版  | DVD限定版  |
| -- | ---------------------- | -------------- | --------- | ---------- |
| 1  | 2014年6月27日          | 第1話－第2話   | KAXA-7091 | KABA-10252 |
| 2  | 2014年7月25日（預定）  | 第3話－第4話   | KAXA-7092 | KABA-10253 |
| 3  | 2014年8月29日（預定）  | 第5話－第6話   | KAXA-7093 | KABA-10254 |
| 4  | 2014年9月26日（預定）  | 第7話－第8話   | KAXA-7094 | KABA-10255 |
| 5  | 2014年10月31日（預定） | 第9話－第10話  | KAXA-7095 | KABA-10256 |
| 6  | 2014年11月28日（預定） | 第11話－第12話 | KAXA-7096 | KABA-10257 |

## 艶華王道大☆將軍
2009年3月18日舉辦的「東京國際動畫博覽會2009」在Anima攤位中除了對各家媒體進行發表同時，Anima官方網站中也設立了介紹網頁，而且由笹原和也擔任原案及滝川廉治執筆的小說也開始進行連載。
這是一部綜合「插畫+人形+小説+漫画+廣播劇+動畫+3DCG的新☆王道跨媒體製作企画作品」，插畫由負責，動畫及人型則由玩具商公司負責。特別是女主角服部霧子是一名巨乳有才的女忍者的設定也受到注目，在製作人形的同時也一並以山下的霧子插畫製作出有矽膠扶手的滑鼠墊。之後在2010年3月25日舉辦的「東京國際動畫博覽會2010」中，於Anima攤位中更秀出了霧子全身走路的3DCG，同年12月31日，由於笹原離開公司並跳槽到ILCA，讓企畫因此終止，不久後Anima的官網上也刪去了介紹網頁。

## 備註
1. 1 2  . アキバ総研. カカクコム.   [2013-12-27]. （原始内容存档于2014-07-07）. （页面存档备份，存于）
2. 1 2  . RICK-O-SOUND. 山下しゅんや.   [2013-12-27]. （原始内容存档于2019-03-03）. （页面存档备份，存于）
3. 1 2 3  . アニマ. アニマ.   [2013-12-27]. （原始内容存档于2009年3月20日）. （页面存档备份，存于）
4. 1 2 3  . やまと. やまと.   [2013-12-27]. （原始内容存档于2009年8月6日）. （页面存档备份，存于）
5. 1 2 3  . アニメ!アニメ!. イード.   [2013-12-27]. （原始内容存档于2015-10-25）. （页面存档备份，存于）
6. ↑  . アニマ. アニマ.   [2013-12-27]. （原始内容存档于2021-02-25）. （页面存档备份，存于）
7. 1 2 3 4 5 6  . moca. モカニュース.   [2014-03-06]. （原始内容存档于2014-08-28）. （页面存档备份，存于）
8. 1 2  . リスアニ!WEB. エムオン・エンタテインメント.   [2014-03-24].
9. 1 2  . トーキョーアニメニュース. moss.   [2014-03-15]. （原始内容存档于2018-07-21）. （页面存档备份，存于）
10. ↑  . 滝川春秋. 滝川廉治.   [2013-12-27]. （原始内容存档于2020-09-22）. （页面存档备份，存于）
11. ↑  . シマゾウ・レポート. ホビーストック.   [2013-12-27]. （原始内容存档于2014-08-30）. （页面存档备份，存于）
12. ↑  笹原和也. . 2010-08-24  [2013-12-27]. （原始内容存档于2015-11-18）. （页面存档备份，存于）
13. ↑  . マイナビニュース. マイナビ.   [2013-12-27]. （原始内容存档于2017-01-08）. （页面存档备份，存于）

## 外部連結
- 動畫「風雲維新大☆將軍」官方網站 （页面存档备份，存于）（日語）
- 動畫「風雲維新大☆將軍」TOJYO MX電視台日文介紹 （页面存档备份，存于）（日語）
- 動畫「風雲維新大☆將軍」KBS京都電視台日文介紹 （页面存档备份，存于）（日語）
- 動畫「風雲維新大☆將軍」GayO!網路直播專題（日語）
- 風雲維新大☆將軍的X（前Twitter）（日語）
- 乐视网独播专区 （页面存档备份，存于）（中文）